# 1409 Isko
1409 Isko је астероид главног астероидног појаса са пречником од приближно 35,54 .
Афел астероида је на удаљености од 2,827 астрономских јединица (АЈ) од Сунца, а перихел на 2,525 АЈ.
Ексцентрицитет орбите износи 0,056, инклинација (нагиб) орбите у односу на раван еклиптике 6,704 степени, а орбитални период износи 1599,643 дана (4,379 године).
Апсолутна магнитуда астероида је 10,60 а геометријски албедо 0,080.
Астероид је откривен 8. јануара 1937. године.